# Con Đường Không Tên (album)
Con Đường Không Tên là album phòng thu thứ sáu của ban nhạc rock Việt Bức Tường. Được phát hành vào ngày 26 tháng 11 năm 2020, là album đầu tiên của nhóm được phát hành kể từ ngày thủ lĩnh Trần Lập mất vì căn bệnh ung thư, đánh dấu sự vực dậy của nhóm sau single Những Ngày Tháng Tuyệt Vời (2019) và XXV (2020). Giọng ca chính của album này là rocker Phạm Anh Khoa 
Album lần này của Bức Tường hướng về những ý nghĩa sống tốt đẹp, bài chủ đề của album như muốn nói đến một hành trình mới của Bức Tường khi thủ lĩnh của nhóm rời xa và nhóm sẽ tiếp bước di sản của người thủ lĩnh quá cố , những ca khúc như Bình Yên, Tháng 10, Ly Cafe Không Đường là những ca khúc được yêu thích trong album (Bình Yên là bài hát đầu tiên của nhóm kết hợp với một rapper). Album được phát hành với định dạng CD vào năm 2020 , sau 1 năm nhóm phát hành album với hai định dạng Cassette và Vinyl.

## Danh sách ca khúc
Những ca khúc trên đều được sáng tác bởi Trần Tuấn Hùng và Vũ Văn Hà.
*: Những ca khúc được sáng tác bởi guitarist Vũ Văn Hà.
| STT | Nhan đề               | Thời lượng |
| --- | --------------------- | ---------- |
| 1.  | "Con Đường Không Tên" | 4:49       |
| 2.  | "Ly Cafe Không Đường" | 4:03       |
| 3.  | "Tuổi Bé Thơ *"       | 3:59       |
| 4.  | "Ước Muốn"            | 4:22       |
| 5.  | "Bình Yên"            | 6:00       |
| 6.  | "Mùa Đông Ở Lại *"    | 4:40       |
| 7.  | "Tháng 10"            | 4:28       |
| 8.  | "Lối Rẽ"              | 4:30       |
| 9.  | "Khoảng Trống *"      | 3:47       |
| 10. | "Ký Ức"               | 4:08       |

## Thành phần tham gia sản xuất
| Ê-kíp sản xuất - Hòa âm, phối khí và thực hiện: Ban nhạc Bức Tường - Biên tập: Trần Tuấn Hùng - Thu âm & mixing: Nguyễn Duy Bình, Thuận Trần, Vũ Văn Hà, Atsushi Nishimori và Azuma Masaaki tại Guitarplus Studio - Sản xuất & phát hành: Hãng Đĩa Thời Đại - Keyboard: Lưu Quang Minh - Rap (trong bài Bình Yên): KraziNoyze | Ban nhạc Bức Tường - Phạm Anh Khoa: Hát chính - Trần Tuấn Hùng: Guitarist, sáng tác - Vũ Văn Hà: Guitarist, sáng tác - Nguyễn Minh Đức: Bassist - Phạm Trung Hiếu: Trống |